# Veli Lampi
Pour les articles homonymes, voir Lampi.
Veli Lampi (né le 18 juin 1984 à Seinäjoki en Finlande) est un footballeur finlandais, qui joue actuellement en tant que défenseur.

## Biographie
Il a rejoint le FC Zurich en janvier 2007 avec qui il a remporté le championnat de Suisse. Avant, il a joué pour HJK Helsinki et Vaasan Palloseura dans la Veikkausliiga.
En 2009 il rejoint en prêt le FC Aarau, puis est transféré en 2010 au Willem II Tilburg en Eredivisie aux Pays-Bas.

## Palmarès
HJK Helsinki
- Super League
  - Champion (1) : 2014
- Coupe de Finlande
  - Vainqueur (1) : 2006

 FC Zurich
- Super League
  - Champion (2) : 2007, 2009